# غيرتس كارلسونس
جيرتس كارلسونس (باللاتفية: Ģirts Karlsons)‏ (مواليد 7 يونيو 1981 في لييبايا) لاعب كرة قدم لاتفي دولي يجيد اللعب في خط الهجوم . يلعب حاليا لصالح نادي إنتر باكو الأذربيجاني منذ 2009 .

## روابط خارجية
- غيرتس كارلسونس على موقع الاتحاد الأوربي (الإنجليزية)
- غيرتس كارلسونس على موقع قاعدة بيانات كرة القدم.إي يو (الإنجليزية)
- غيرتس كارلسونس على موقع ناشيونال فوتبول تيمز (الإنجليزية)
- غيرتس كارلسونس على موقع Soccerbase.com (لاعب) (الإنجليزية)
- غيرتس كارلسونس على موقع Soccerway.com (الإنجليزية)